# Mimela testaceoviridis
Mimela testaceoviridis är en skalbaggsart som beskrevs av Blanchard 1851. Mimela testaceoviridis ingår i släktet Mimela och familjen Rutelidae. Inga underarter finns listade i Catalogue of Life.